# Henri Béconnais

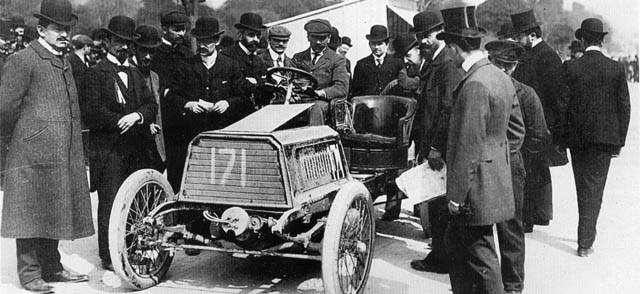
Henri Béconnais 1903 beim Großen Preis von Frankreich

Henri François Béconnais (* 7. März 1869 in Angers; † 2. Juli 1904 in Lüe) war ein französischer Automobil-, Motorrad- und Radrennfahrer.

## Karriere
Henri Béconnais war für einen Rennfahrer des 19. Jahrhunderts sehr klein und sah eher wie ein Jockey als ein Automobil-Pionier aus. Béconnais begann seine Karriere als Radrennfahrer und wurde 1890 französischer Meister der Steher. Danach wechselte er zu den Motorrädern und gewann 1899 die Gesamtwertung der Course de côte de Chanteloup. Dieses Rennen wurde als gemischte Veranstaltung von Motorrädern und Automobilen ausgefahren und Béconnais siegte gegen 106 weitere Teilnehmer.
1899 wurde er bei der ersten Tour de France für Automobile  Sechster in der Klasse für dreirädrige Fahrzeuge. Das Fahrzeug leistete 4,5 PS aus einem Einzylindermotor mit 639 cm³ Hubraum mit 86 mm Bohrung und 110 mm Hub. Am 30. Mai 1900 stellte er bei der Nizza-Rennwoche einen neuen Geschwindigkeitsweltrekord für Motorräder auf.
Beim Rennen Paris–Madrid, dem in den 1920er Jahren vom Automobile Club de France rückwirkend der Titel VIII Grand Prix de l’ACF verliehen wurde, hatte er auf seinem Darracq einen schweren Unfall und musste aufgeben. Das Rennen – das von Paris nach Madrid führte – musste nach mehreren fatalen Unfällen abgebrochen werden.
Am 25. Juli 1900 nahm Béconnais auf Soncin am Rennen Paris–Toulouse–Paris teil, das zu den als Demonstrationssportart ausgetragenen Motorradwettkämpfen der Olympischen Sommerspiele in Paris zählte, jedoch kein durch das Internationale Olympische Komitees (IOC) anerkannter offizieller Bestandteil der Spiele war. Er kam nicht ins Ziel.
Beim Training für das Gordon-Bennett-Rennen 1904 verunglückte Béconnais am 2. Juli 1904 tödlich. Nach einem Reifenschaden an seinem Darracq 100HP konnte er den ausbrechenden Wagen nicht mehr bremsen und prallte gegen einen Baum. Neben Béconnais fand bei diesem Unfall auch sein Mechaniker und Beifahrer Lucien Bernard den Tod.